# Celui où y'a Joseph
 (décembre 2023).
Si vous disposez d'ouvrages ou d'articles de référence ou si vous connaissez des sites web de qualité traitant du thème abordé ici, merci de compléter l'article en donnant les références utiles à sa vérifiabilité et en les liant à la section « Notes et références ».
Albums de Albert Marcœur
Armes et cycles
(1979) Ma vie avec elles
(1990)
Celui où y'a Joseph est le quatrième album d'Albert Marcœur, paru en 1984.

## Titres
Textes, musiques et arrangements sont d'Albert Marcœur.
| 1. | Éveil matin suivi d'apéritif dansant | 2:51 |
| 2. | Téléphone privé                      | 2:05 |
| 3. | Joseph                               | 8:33 |
| 4. | Con que j'étais                      | 4:33 |

| 5.  | Ballade à Jean     | 4:08 |
| 6.  | Poussez pas        | 3:15 |
| 7.  | Velouté d'asperges | 1:57 |
| 8.  | Non long           | 2:20 |
| 9.  | Bonne entente      | 3:49 |
| 10. | Comme avant        | 3:26 |

## Musiciens
- Albert Marcœur : chant, clarinette, saxophone alto, batterie
- Bernard Morain : guitares acoustique & électrique, chœurs
- Denis Brely : harmonium, saxophones baryton & soprano, mélodion, bassons, hauboit, chœurs
- Pierre Vermeire : harmonium, saxophone alto, violoncelle, clarinette, bugle, trombone, chœurs
- Jacques Garret : basse, guitare électrique, chœurs
- Gérard Marcœur : percussions, batterie, chœurs
- Claude Marcœur : batterie, chœurs

## Production
- Prise de son & mixage : Christian Gence
- Production : Albert Marcœur
- Remasterisation : Hansjürg Meier
- Illustration : Pascal Doury